# 낙동초등학교 용포분교
낙동초등학교 용포분교는 대한민국 경상북도 상주시 낙동면 선상서로 1587 (용포리)에 있었던 공립 초등학교이다.

## 연혁
- 1934년 9월 20일 낙동공립보통학교 부설 용포간이학교 개교[1]
- 1944년 3월 31일 용포공립국민학교(6년제) 승격
- 1947년 6월 15일 낙동서부국민학교로 개칭
- 1973년 12월 1일 용포국민학교로 개칭
- 1985년 3월 1일 병설유치원 개원
- 1988년 1월 3일 총동창회 결성
- 1996년 3월 1일 용포초등학교로 개칭
- 1997년 3월 1일 낙동초등학교 용포분교로 개편
- 2017년 2월 28일 폐교[2]